# Thriller

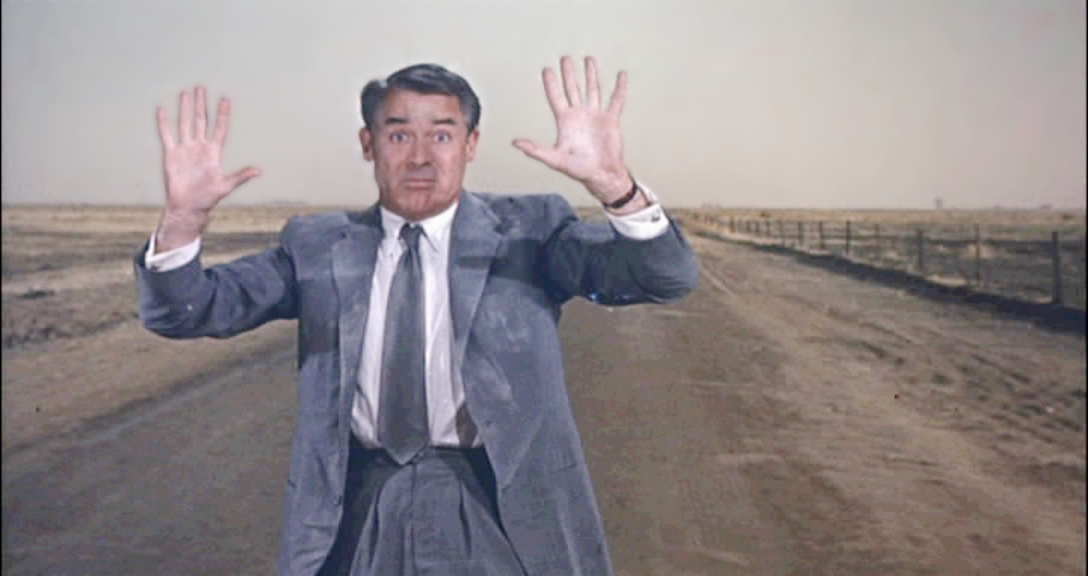
Scena del film thriller Intrigo internazionale con Cary Grant (1959).

Il thriller (dall'inglese to thrill, rabbrividire) è un genere di narrativa che utilizza la suspense, la tensione e l'eccitazione come elementi principali della trama. È diffuso sia in letteratura, sia nel cinema o nella televisione. Più diffuso negli Stati Uniti che in Europa, il genere thriller è suddiviso in diversi sottogeneri.
Il genere thriller stimola fortemente gli stati d'animo del fruitore dell'opera innestando, tramite l'anticipazione, un alto livello di aspettativa e al contempo di incertezza, sorpresa, ansia e/o terrore. In particolare nelle fiction cinematografiche e televisive, i thriller tendono a essere adrenalinici, esaltanti e dal ritmo incalzante. Accorgimenti tipicamente letterari quali falsi indizi, colpi di scena e complotti sono ampiamente utilizzati. La trama del thriller è di solito portata avanti dal cattivo che crea ostacoli che il protagonista deve poi superare.
L'obiettivo dei thriller è in generale quello di mantenere alta l'attenzione del fruitore tramite l'espediente della tensione. Il protagonista si trova contro un ostacolo o un mistero. Qualsiasi sia il sottogenere, il thriller mette in risalto il pericolo che il protagonista deve fronteggiare. Questa tensione viene costruita nel corso di tutta l'opera e può condurre a un climax altamente stressante. L'insabbiamento di informazioni importanti nel corso della trama e gli inseguimenti con scontri fisici sono comuni nelle trame di tutti i sottogeneri thriller, anche se ogni sottogenere ha le proprie caratteristiche uniche e metodi per tenere alta la tensione.
Sottogeneri comuni sono i thriller psicologici, i thriller gialli e i thriller mystery. Dopo l'assassinio del presidente Kennedy, anche i sottogeneri del thriller politico e del thriller tecnologico sono diventati molto popolari. Un po' più ricco di azione è il sottogenere del thriller di spionaggio, che sono essenzialmente film di spionaggio con un'alta dose di tensione di solito basati sulla fuga e sul tentativo di sopravvivenza del protagonista. Esempi di thriller classici sono i film di Alfred Hitchcock che hanno contribuito a definire il genere in campo cinematografico. I generi horror, giallo e azione spesso si sovrappongono al genere thriller, in particolare in campo cinematografico e televisivo. Uno dei primi film thriller è stato Preferisco l'ascensore! (1923) di Harold Lloyd, con la sequenza del personaggio che resta appeso sul lato di un grattacielo. Alfred Hitchcock e Fritz Lang hanno poi contribuito a plasmare il genere con Il pensionante (1927) e M - Il mostro di Düsseldorf (1931).

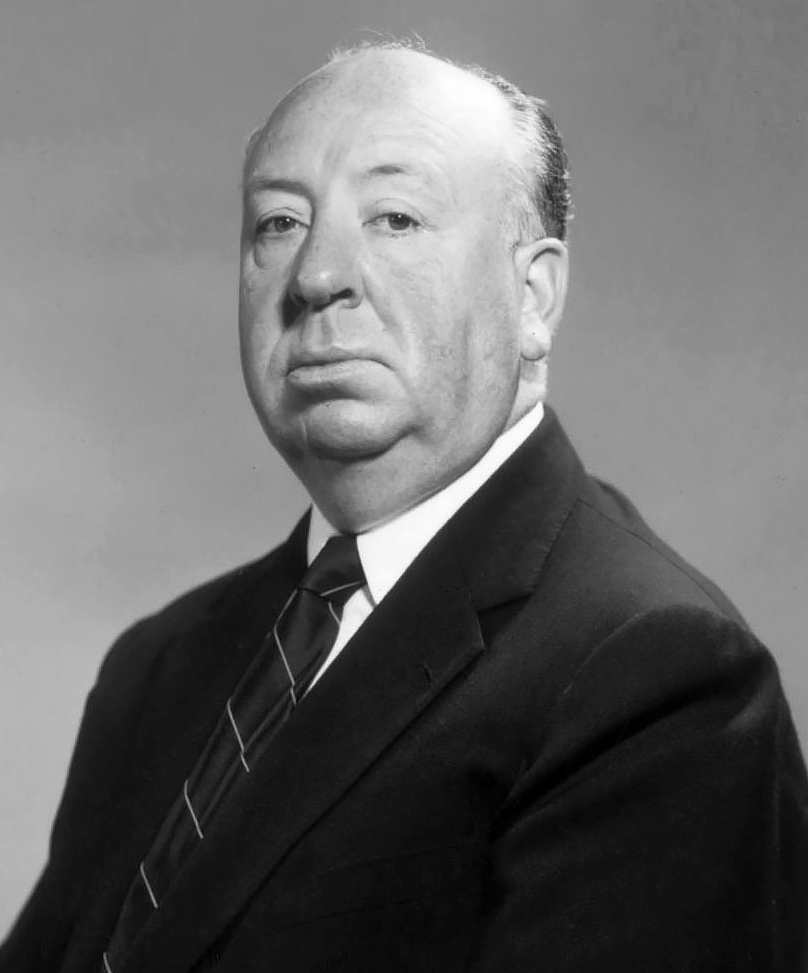
Alfred Hitchcock, uno dei massimi cineasti di genere thriller.

## Caratteristiche
La caratteristica comune delle opere appartenenti a questo genere è quella di cercare di provocare nel lettore o nello spettatore una particolare tensione, la suspense, che può sfociare a volte anche nella paura. In questo filone l'effetto della tensione prevale sulla ricerca della soluzione dell'enigma. Spesso il lettore o lo spettatore assiste direttamente alla preparazione e all'esecuzione di un crimine, subendo pertanto un forte coinvolgimento emotivo. Centrale diventa la narrazione di un clima di violenza. Per raggiungere il climax gli autori utilizzano più volte tutti gli accorgimenti tipici di questo genere: accavallamento di più intrecci, personaggi che operano nell'ombra, o, nel caso del cinema thrilling, le scene al rallenty e i cliffhanger.
I thriller si fondono comunque spesso con il giallo inteso come romanzo enigma in senso lato, ma possono esserci differenze sostanziali nella trama. In un thriller, il protagonista deve spesso fermare i piani criminali dell'antagonista e i crimini sono normalmente compiuti su larga scala: omicidi seriali o di massa, atti di terrorismo oppure rovesciamenti di governi. Il pericolo e gli scontri più o meno violenti sono spesso elementi fondamentali della trama. Mentre nel giallo classico il climax viene di solito raggiunto quando il mistero viene risolto, nei thriller viene raggiunto quando il protagonista, alla fine, riesce a battere l'antagonista, salvando la vita a sé stesso e molto frequentemente anche ad altri personaggi. Così il termine thriller d'azione è sinonimo di giallo d'azione, entrambi caratterizzati da un'atmosfera di forte tensione dove le spirali ascendenti del climax sono presenti dall'inizio della storia. Si contrappongono al giallo psicologico che si distingue invece per l'indagine introspettiva nei sotterranei della psiche in luogo dell'azione. Differenze sono anche riscontrabili nella scrittura, più nervosa e serrata nel thriller o nel giallo d'azione, più elaborata nel giallo psicologico.
Distinzioni simili separano il thriller da altri generi che spesso si fondono al thriller: l'avventura, lo spionaggio, L' horror, la fiction, sia essa legale, di guerra o navale, ecc. I thriller non vengono definiti in base all'oggetto dell'opera, ma agli effetti emotivi che sono capaci di suscitare. In questo senso, molti thriller hanno come protagonisti anche spie e agenti dei servizi segreti, ma non tutte le spy story sono thriller.

### Definizione di thriller
Un thriller, per definirsi tale, deve provocare al fruitore dell'opera emozioni forti, in particolare suspense ed eccitazione che devono guidare la narrazione con improvvisi picchi o cadute nel livello della tensione, e con fasi costanti intervallate da fasi a ritmo veloce. In questo genere, l'obiettivo è quello di fornire una storia che abbia una tensione costante, il cui livello viene mantenuto con diversi effetti sorprese e un costante senso di morte imminente fino a quando la trama arriva a un punto culminante. In generale l'intreccio tende a essere in continuo movimento, con toni cupi o minacciosi, si hanno spesso scene di inseguimento, e la trama principale può fare capo a una trama generale su larga scala che coinvolge tematiche come lo spionaggio, il terrorismo o la cospirazione internazionale.
Il thriller può essere definito dagli stessi stati d'animo primari che esso suscita: paura e angoscia. In breve, se ci si "emoziona", è un thriller. Come spiega James Patterson:
(James Patterson, June 2006)

### Temi e personaggi
Gli elementi primari del genere thriller sono:
- Il protagonista affronta il pericolo di morte, sua o di qualcun altro.
- La forza dell'antagonista deve inizialmente essere maggiore di quella del protagonista.
- La trama principale si concentra su un mistero che deve essere risolto.
- La costruzione narrativa è dominata dal punto di vista del protagonista.
- Tutte le azioni e i personaggi devono essere credibili o realistici nella loro rappresentazione.
- I due temi principali su cui si fonda il genere thriller sono il desiderio di giustizia e la moralità degli individui.
- Il protagonista e l'antagonista non devono combattere solo a livello fisico (che denoterebbe esclusivamente il genere d'azione) ma anche a livello psicologico.
- O per caso o per una curiosità personale, i protagonisti vengono trascinati in un conflitto o in una situazione pericolosa che non sono inizialmente preparati a risolvere.

I personaggi tipici sono criminali, stalker e assassini, vittime innocenti (spesso in fuga), donne minacciate, personaggi con un passato oscuro, individui psicotici, serial killer, sociopatici, agenti speciali, terroristi, poliziotti contro evasi, investigatori privati, persone coinvolte in relazioni contorte, persone stanche della vita o psicologicamente instabili, e altro ancora. I temi spesso includono il terrorismo, la cospirazione politica, gli inseguimenti, i triangoli romantici che portano all'omicidio.
I protagonisti sono spesso normali cittadini non abituati al pericolo, anche se comunemente nei crime thriller possono anche essere "uomini duri", abituati al pericolo, come agenti di polizia e investigatori. I protagonisti possono essere uomini o donne che hanno un lato debole. Nei thriller psicologici, i protagonisti fanno affidamento sulle loro risorse mentali, sia che si tratti di una lotta d'ingegno con l'antagonista sia che si tratti di una lotta interiore per il raggiungimento di un equilibrio della mente. La suspense proviene spesso da due o più personaggi che si affrontano con giochi della mente o sotterfugi a livello psicologico, e che cercano di demolirsi l'uno con l'altro.

## Sottogeneri
I temi più comuni di sottogeneri variano o si aggiungono ai temi principali del genere. I crime thriller sono principalmente caratterizzati dai riscatti, le prigionie, le rapine, le vendette, i rapimenti. I temi più comuni del mystery thriller sono le indagini e le situazioni da giallo deduttivo. Gli elementi comuni ai thriller psicologici sono i giochi della mente, le insidie psicologiche, l'isolamento con eventuali trappole mortali e lo stalking. Elementi come le teorie marginali, le false accuse e la paranoia sono comuni nei thriller paranoidi. Minacce a interi paesi, spie, nuove tecnologie, assassini e sorveglianza elettronica sono comuni nel thriller di spionaggio.
Il thriller è stato interpretato dagli autori e dai registi in maniera tale da poter distinguere in particolari accezioni di genere, quasi dei sottogeneri, che a loro volta contengono caratteristiche di altri generi, quali il noir o il film d'azione:
- Noir thriller - questo particolare genere è un ibrido tra i generi noir e thriller, il cui oggetto principale è prevalentemente il criminale e non l'investigatore che si occupa di smascherare il colpevole. Si differenzia dal noir in senso stretto per un'attenzione maggiore all'azione rispetto agli aspetti psicologici dell'intreccio. I temi centrali, quindi i crimini, possono essere i più disparati, omicidi, ma anche rapine, aggressioni o sparatorie. Alcuni esempi del genere sono Rapina a mano armata, Seven, Il padrino, Inside Man o Giungla d'asfalto.
- Thriller cospirativo - dove vengono trattate teorie cospirative (es. Conspiracy - Soluzione finale).
- Thriller d'azione - nelle opere appartenenti a quest'accezione del thriller spesso si ritrovano lotte contro il tempo, un discreto uso della violenza e uno o più antagonisti. In particolare, i film di questo genere fanno largo uso di armi, esplosioni, e l'attenzione dello spettatore è attirata più dall'azione che dagli elementi tipici del giallo. Esempi tipici del genere sono The Transporter, i romanzi di Robert Ludlum dedicati al personaggio di Jason Bourne e la serie di film Saw, dedicata invece al personaggio di John Kramer.
- Thriller di spionaggio
- Thriller legale - dove l'azione si svolge prevalentemente dentro, ma anche fuori, le aule di tribunale: gli avvocati o i procuratori spesso non solo rischiano di perdere le cause in aula, ma anche la loro vita. Il rapporto Pelican di John Grisham è un tipico esempio del genere.
- Thriller medico - dove i protagonisti sono medici o personale medico e l'azione è imperniata sulle analisi di laboratorio volte a identificare gli indizi raccolti sulla scena del crimine. Gli autori più noti e rappresentativi di questo genere sono Patricia Cornwell, Kathy Reichs, Robin Cook e David Khayat.
- Thriller politico - sottogenere di argomento politico, esempi tipici Il giorno dello Sciacallo di Frederick Forsyth, ma anche The Manchurian Candidate di Jonathan Demme.
- Thriller psicologico - dove il conflitto tra protagonista e antagonista si svolge a un livello più mentale ed emotivo, che fisico. Esempi tipici sono i film di Alfred Hitchcock Il sospetto, L'ombra del dubbio e L'altro uomo, Psyco, Nodo alla gola, ma anche Velluto blu di David Lynch.
- Thriller tecnologico (conosciuto anche con il nome di Tecnothriller) - un'opera che normalmente si focalizza su azioni militari, dove la tecnologia (generalmente tecnologia militare) viene descritta in dettaglio ed è essenziale perché il lettore o spettatore possa comprendere la trama. Tom Clancy, con il suo romanzo La grande fuga dell'Ottobre Rosso, è considerato il "padre" del genere.[senza fonte]

## Autori e registi
Importanti autori di thriller sono Robert Crais, Robert Ludlum, Eric Ambler, David Morrell, Andy McNab, Frederick Forsyth, Tom Clancy, Michael Crichton, Michael Connelly, Ian Fleming, Ken Follett, Jeffery Deaver, Manuel Pomaro e John Grisham.
Tra i registi è invece opportuno ricordare il cineasta Alfred Hitchcock, maestro del genere, e anche David Fincher, David Lynch, Henri-Georges Clouzot, William Friedkin, Carol Reed, Michael Mann, Ridley Scott, Sydney Pollack, John Frankenheimer, Brian De Palma, Quentin Tarantino, Jonathan Demme, Alan Pakula, Roman Polański, Martin Scorsese, Bong Joon-ho, Steven Soderbergh, Mario Bava e Dario Argento.